# Rinaldo Gonçalves
Antônio Rinaldo Gonçalves, mais conhecido como Rinaldo (Campina Grande, 31 de outubro de 1965), é um ex-futebolista brasileiro.

## Carreira
Rinaldo começou a carreira em sua cidade natal, Campina Grande, na Paraíba, primeiro no Campinense, depois no Treze. Entre 1987 e 1988, pelo Santa Cruz, marcou 5 gols em 36 jogos da Série A. Se destacando, foi comprado pelo Fluminense, em que fez 7 gols em 21 jogos do nacional. 
Já no tricolor carioca, foi convocado pelo técnico Falcão para amistoso contra a Seleção do Resto do Mundo, em comemoração aos cinquenta anos de Pelé, que jogou no primeiro tempo. Um lance marcante da partida, de 31 de outubro de 1990, foi quando Rinaldo preferiu chutar em vez de passar para Pelé, que estava livre. Em 2010, Rinaldo afirmou que na hora Pelé ficou bravo, mas depois lhe disse que ele [Rinaldo], por ser atacante, fez certo, citando também o pouco tempo para definir. "Tive apenas um segundo para definir. Decidi arriscar. Estava jogando contra os melhores defensores do mundo e não podia esperar. Mas a verdade é que não vi o Pelé", revelou o ex-ponta. Ainda que tenha tido outras convocações, foi sua única partida pela Seleção Brasileira, não entrando mais em campo.
A pedido de Telê Santana, foi contratado pelo São Paulo, em 1991, sendo trocado por Bobô. Apesar de não ter sido titular, foi campeão de competições importantes: Campeonato Brasileiro de 1991 (fez um gol: o único em partida contra seu ex-clube, o Fluminense), Campeonato Paulista de 1991 (entrou como reserva na ida da final, no lugar de Suélio Lacerda) e Taça Libertadores de 1992 (fez um gol: o último da vitória por 3 a 0 sobre o Barcelona de Guayaquil, no Morumbi, pela ida da semifinal; na volta, o time paulista perdeu por 2 a 0, classificando-se por 3 a 2 no agregado).  Pelo Tricolor, fez quatro gols em 28 jogos (12 vitórias, 8 empates e 8 derrotas), sendo dois gols em 15 jogos de Brasileirão, entre 1991 e 1992.
Depois de dois anos no São Paulo, passou ainda por Sport (marcou quatro gols em quatro jogos na Copa do Brasil de 1992), Portuguesa, Gamba Osaka (Japão), Marítimo, Moreirense (ambos de Portugal), Juventude, Serrano e Kärnten (Áustria), antes de encerrar a carreira, em 2004.

## Títulos
São Paulo
- Campeonato Paulista: 1991[9]